# Törpebharal
A törpebharal (Pseudois schaeferi vagy Pseudois nayaur schaeferi) az emlősök (Mammalia) osztályának párosujjú patások (Artiodactyla) rendjébe, ezen belül a tülkösszarvúak (Bovidae) családjába és a kecskeformák (Caprinae) alcsaládjába tartozó faj vagy alfaj.

## Rendszertani besorolása
Ezt az állatot legelőször a bharal (Pseudois nayaur) alfajaként tartották számon, Pseudois nayaur schaeferi név alatt. Aztán az 1970-es években, alaktani kutatások után a két állatot két különböző és önálló fajjá nyilvánították. Azonban a legújabb molekuláris vizsgálatok mégis arra utalnak, hogy valójában az eltérés igen csekély és csak egy faj létezik. A Természetvédelmi Világszövetség (IUCN) a bharal alfajaként kezeli a törpebharalt.

## Előfordulása
A törpebharal a Himalája keleti oldalain fordul elő; főleg a kínai Szecsuanban, de Tibet keleti részén is.
Az IUCN szerint 2000-ben már csak 200 példánya létezett. Legfőbb veszélyforrásai az igen kis méretű élőhelye, amely az ember miatt évről-évre csökken és a vadászata, amely a védelmi intézkedések után is folytatódik.

## Megjelenése
A fajnál jellemző a nemi dimorfizmus, de nem olyan mértékben, mint a bharal esetében. A kifejlett kos testtömege körülbelül 35 kilogramm, ez nagyjából fele a bharalénak. A két állat nősténye igen hasonlít egymásra. A bundája szürke színű, ezüstös árnyalattal; a fején, testén és lábain levő mintázatok sötétebbek, mint a bharalé. A kos szarva kisebb és vékonyabb, jobban feláll, azonban a vége nem hajlik befelé.

## Életmódja
Általában 2800-3100 méteres tengerszint feletti magasságban található meg, ahol a füves oldalakon legel. A meredek és száraz élőhelyeket kedveli. Manapság körülbelül 6 fős kis nyájakban jár, de régebben 10-30 egyedből álló nyájak is léteztek.

## Szaporodása
A felnőttkort, illetve az ivarérettséget 1-2 éves korban éri el; azonban a kos csak 7 évesen párosodik először.

### Fordítás
- Ez a szócikk részben vagy egészben  a   Dwarf blue sheep című angol Wikipédia-szócikk ezen változatának fordításán alapul.  Az eredeti cikk szerkesztőit annak laptörténete sorolja fel. Ez a jelzés csupán a megfogalmazás eredetét és a szerzői jogokat jelzi, nem szolgál a cikkben szereplő információk forrásmegjelöléseként.